# 贝尔纳多·科拉迪
贝尔纳多·科拉迪（義大利語：Bernardo Corradi，1976年3月30日—），意大利男子足球运动员，司职前锋。他曾代表意大利国家队参加2004年欧洲足球锦标赛，获得第九名。